# غالداكو

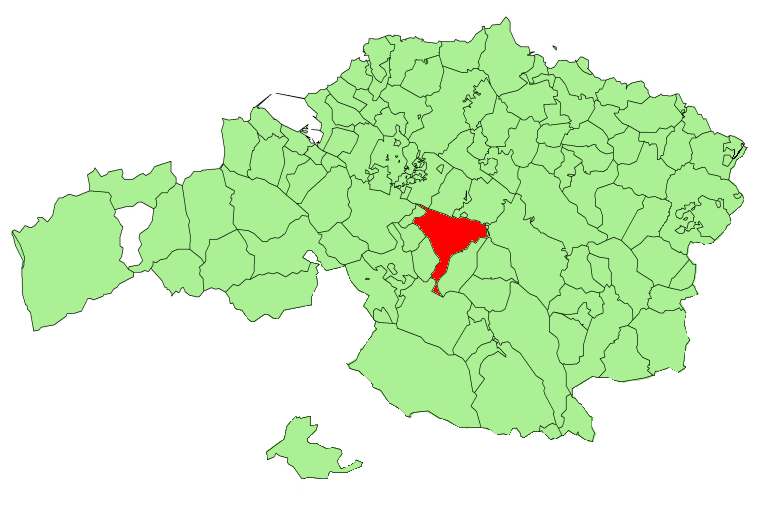
موقع البلدية

بلدية غالداكو (بالإسبانية: Galdakao)‏ هي بلدية تقع في مقاطعة بيسكاي, التي تقع في منطقة الباسك شمالي إسبانيا.

## أعلام
- فرنسيسكو خافيير لوبيز بينيا
- خوسيه إراراغوري
- أندر جاجو
- إيغور أنطون

## وصلات خارجية
- (بالإسبانية)